# Aechmea itapoana
Aechmea itapoana är en gräsväxtart som beskrevs av Walter Till och Morowetz. Aechmea itapoana ingår i släktet Aechmea och familjen Bromeliaceae. Inga underarter finns listade i Catalogue of Life.